# Cyjanowodór
Cyjanowodór, HCN – nieorganiczny związek chemiczny zbudowany z wodoru, węgla i azotu, będący bezbarwną, lotną i silnie trującą cieczą o zapachu gorzkich migdałów (który może być jednak niewyczuwalny dla niektórych osób). Z wodą tworzy słaby kwas cyjanowodorowy (kwas pruski), którego sole noszą nazwę cyjanków. Znalazł zastosowanie w syntezie i analizie chemicznej oraz jako pestycyd. W czasie II wojny światowej był stosowany pod nazwą Cyklon B do zabijania więźniów w niemieckich obozach zagłady. Zalicza się go do ogólnotrujących bojowych środków trujących i jest wpisany do wykazu 3. Konwencji o zakazie broni chemicznej.
Po raz pierwszy został otrzymany w postaci roztworu w 1780 lub 1782 roku przez Carla Scheelego. W postaci czystej wytworzył go Joseph Gay-Lussac w 1815 roku.

## Występowanie
W przyrodzie cyjanowodór występuje w postaci związanej w heterozydach. Szczególnie bogate w nie są nasiona i liście pestkowców, np. gorzkie migdały, pestki brzoskwini i moreli (zawierające amigdalinę), biała koniczyna (linamarynę i lotaustralinę), kora dzikiej wiśni (prusarynę). Cyjanowodór jest też obecny w dymie tytoniowym.

## Otrzymywanie

### Skala laboratoryjna
Carl Scheele otrzymał HCN z błękitu pruskiego, FeK[Fe(CN)
6] (stąd wzięła się jego potoczna nazwa niemiecka Blausäure – „niebieski kwas” oraz angielska prussic acid i łacińska acidum prussicum – „kwas pruski”).
Współcześnie znaczenie laboratoryjne mają reakcje cyjanków (lub heksacyjanożelazianów(II), jak np. heksacyjanożelazian(II) potasu) z silnymi kwasami i oddestylowanie powstałego cyjanowodoru:
2KCN + H
2SO
4 → 2HCN + K
2SO
4
NaCN + HCl → HCN + NaCl
K
4[Fe(CN)
6] + 6HCl → 6HCN + 4KCl + FeCl
2
lub przepuszczanie par siarkowodoru nad stałym cyjankiem rtęci(II):
H
2S + Hg(CN)
2 → 2HCN + HgS
Cyjanowodór można również otrzymać poprzez ogrzewanie metanolu (bez dostępu powietrza w temperaturze 600–950 °C z użyciem katalizatora) lub acetonitrylu (w temperaturze 1100–1300 °C) z amoniakiem oraz poprzez termiczny rozkład formamidu w podwyższonej temperaturze i obniżonym ciśnieniu:
CH
3OH + NH
3 → HCN + H
2O + H
2
CH
3CN + NH
3 → 2HCN + 2H
2
HCONH
2 → HCN + H
2O

### Skala przemysłowa
Dawniej cyjanowodór otrzymywano przemysłowo przez zakwaszanie cyjanków (np. NaCN lub Ca(CN)
2). Obecnie stosowane są trzy procesy przemysłowe otrzymywania cyjanowodoru – proces Andrussowa, proces BMA i proces Shawinigan. Jednakże za ok. 25% światowej produkcji cyjanowodoru odpowiada proces Sohio, w którym HCN tworzy się jako produkt uboczny otrzymywania akrylonitrylu z propylenu i amoniaku.

#### Proces Andrussowa
Najważniejszą metodą przemysłowego otrzymywania cyjanowodoru jest proces Andrussowa (oparty na reakcji odkrytej w 1927 roku przez Leonida Andrussowa), w którym zachodzi egzotermiczna reakcja metanu z amoniakiem przy udziale tlenu z powietrza:
CH
4 + NH
3 + 1½O
2 → HCN + 3H
2O    (ΔH = −474 kJ/mol)
Reakcja katalizowana jest przez platynę lub jej stopy z rodem lub irydem (najczęściej stosowany jest katalizator w postaci siatki ze stopu 90% platyny i 10% rodu). Proces prowadzony jest w temperaturze powyżej 1000 °C. Gazy poreakcyjne oczyszcza się z nadmiaru amoniaku za pomocą roztworu siarczanu amonu z dodatkiem kwasu siarkowego. Następnie cyjanowodór jest absorbowany w wodzie (słabo zakwaszonej kwasem siarkowym) i destylowany z tego roztworu. Zaletami tego procesu są długi czas pracy katalizatora, sprawdzona technologia oraz duża czystość otrzymywanego produktu, jednak używany katalizator jest podatny na zatrucie zanieczyszczeniami obecnymi w metanie (wyższe węglowodory, związki siarki i fosforu) przez co wymagana jest duża czystość surowca.

#### Proces BMA
Cyjanowodór jest również otrzymywany w procesie BMA (niem. Blausäure-Methan-Ammoniak, także: proces Degussa). Dochodzi tutaj do reakcji metanu z amoniakiem w wysokiej temperaturze, również przy użyciu katalizatora platynowego:
CH
4 + NH
3 → HCN + 3H
2    (ΔH = +252 kJ/mol)
Z uwagi na endotermiczność procesu, konieczne jest dostarczenie ciepła. Jest to realizowane poprzez przepuszczanie surowców przez wiązki rur ze spieczonego tlenku glinu od wewnątrz powleczonych warstwą katalizatora, w piecu reakcyjnym, w których mieszanina reakcyjna ogrzewa się do ponad 1200 °C. Po opuszczeniu rur, gaz jest chłodzony do 300 °C. Cyjanowodór jest oczyszczany i wydzielany w podobny sposób, jak w procesie Andrussowa, przy czym jego większa zawartość w gazach poreakcyjnych w porównaniu do pierwszego procesu, pozwala na zmniejszenie rozmiarów aparatury i kosztów.

#### Proces Shawinigan
W procesie tym dochodzi do reakcji gazowych węglowodorów (zazwyczaj propanu) z amoniakiem w koksowym złożu fluidalnym ogrzewanym elektrycznie:
NH
3 + C
3H
8 → 3HCN + 7H
2    (ΔH = +634 kJ/mol)
Proces zachodzi w temperaturze powyżej 1500 °C i nie wymaga użycia katalizatora. Nie ma również potrzeby stosowania aparatury do absorpcji amoniaku, gdyż przynajmniej 85% ulega przereagowaniu. Istotną wadą jest jednak duże zużycie energii elektrycznej, co ogranicza stosowanie tego procesu do obszarów, w których jest ona tania.

## Właściwości
Cyjanowodór jest bezbarwną cieczą o intensywnym zapachu gorzkich migdałów – próg wyczuwalności wynosi 0,002–0,005 mg/dm³ powietrza. Niektóre osoby mogą go jednak nie wyczuwać. Wykazuje dużą lotność. Łatwo miesza się z wodą i alkoholami. W powietrzu spala się niebieskim płomieniem. W uproszczeniu reakcja przebiega następująco:
4HCN + 5O
2 → 2H
2O + 2N
2 + 4CO
2
W reakcji powstawać mogą też znaczne ilości tlenków azotu. Uzależnione jest to od temperatury, dostępu tlenu i obecności katalizatorów. Stwierdzono też okazjonalne powstawanie produktów stałych, będących mieszaniną kwasu cyjanurowego (HOCN)
3, cyjamelidu (HOCN)_{n}, cyjanianu amonu NH
4OCN i mocznika (NH
2)
2CO.
Jego pary tworzą z powietrzem mieszaninę wybuchową (w granicach 6–41% objętościowych). Kwas cyjanowodorowy jest bardzo słaby (pKa = 9,36).
W zależności od warunków może polimeryzować – jego oligomery obejmują aminomalononitryl (trimer) i diaminomalononitryl (tetramer). Cyjanowodór utlenia się podczas ogrzewania (300–650 °C) na powietrzu tworząc kwas cyjanowy i w mniejszych ilościach cyjan:
HCN + O
2 → 2HOCN
4HCN + O
2 → 2(CN)
2 + 2H
2O
Reakcja katalizowana jest przez złoto i srebro, przy czym katalizatory srebrowe prowadzą do otrzymania cyjanu.
W reakcjach z zasadami tworzy odpowiednie cyjanki:
HCN + NaOH → NaCN + H
2O
2HCN + Ca(OH)
2 → Ca(CN)
2 + H
2O
2HCN + Na
2CO
3 → 2NaCN + H
2O + CO
2
Ulega reakcji addycji do grupy karbonylowej aldehydów i większości ketonów z powstaniem cyjanohydryn:
RCOR′ + HCN → RC(OH)(CN)R′
Reakcja ta ma znaczenie przemysłowe, a z uwagi na jej niewielką szybkość, jest ona przeważnie przeprowadzana z użyciem słabych zasad (np. cyjanku potasu) w roli katalizatora.
W roztworach wodnych hydrolizuje do nietoksycznego mrówczanu amonu:
HCN + 2 H
2O → HCOONH
4

## Zastosowanie
Jest stosowany do dezynfekcji i deratyzacji pomieszczeń, np. statków lub magazynów. W postaci soli znajduje zastosowanie w przemyśle metalurgicznym, galwanizacji i klasycznej analizie chemicznej (jony CN−
 silnie kompleksują metale przejściowe).
Cyjanowodór wykorzystywany jest przede wszystkim przy produkcji metakrylanu metylu w przemyśle tworzyw sztucznych oraz w syntezie do otrzymywania cyjanku potasu i sodu, adyponitrylu, metioniny, chlorku cyjanuru, cyjanu, kwasu nitrylotrioctowego i niektórych pestycydów triazynowych.
Używano go również do wykonywania kar śmierci w komorze gazowej. Podczas II wojny światowej był stosowany przez SS pod nazwą handlową Cyklon B w masowych morderstwach w niemieckich obozach zagłady. W czasie I wojny światowej próbowano wykorzystywać go jako bojowy środek trujący, jednak bez szczególnego powodzenia z uwagi na trudność osiągnięcia trującego stężenia w otwartej przestrzeni na skutek dużej lotności. Badania nad jego użyciem w tym celu prowadzone były już w 1915 roku i pod koniec tego roku był umieszczany w mieszaninach z chloroformem, trichlorkiem arsenu i chlorkiem cyny(IV) we francuskich pociskach No. 4. Po raz pierwszy został użyty w działaniach bojowych przez Francję w lipcu 1916 roku. Jego oznaczeniami wojskowymi w tym czasie były Forestite (Francja) i CK (USA i Wielka Brytania). Obecnie jest objęty wykazem 3. Konwencji o zakazie broni chemicznej.
Był głównym składnikiem preparatu farmaceutycznego Aqua laurocerasi stosowanego dawniej w lecznictwie.

## Zagrożenia
| Stężenie HCN [mg/m³] | Skutki działania                         |
| -------------------- | ---------------------------------------- |
| 300                  | natychmiastowy zgon                      |
| 200                  | zgon po 10 minutach                      |
| 120–150              | zgon po 0,5–1 h                          |
| 20–40                | słabe objawy po wielogodzinnym narażeniu |

Jest silnie toksyczny (dawka śmiertelna dla człowieka o masie 60 kg wynosi ok. 50–60 mg). Cyjanowodór łatwo wchłania się do organizmu przez płuca, skórę i układ pokarmowy, gdzie ulega dysocjacji, a powstające jony cyjankowe CN−
 łatwo wiążą się z jonami Fe3+
 i silnie hamują układ enzymatyczny oksydazy cytochromowej. W efekcie dochodzi do zablokowania przenoszenia tlenu z oksyhemoglobiny do tkanek (krew żylna przy zatruciu cyjankami ma jasnoczerwony kolor, co normalnie jest charakterystyczne dla krwi tętniczej). Zablokowanie enzymów oddechowych jest odwracalne, co wykorzystuje się podczas leczenia osób poszkodowanych – CN−
 mają znaczne powinowactwo do methemoglobiny, dlatego zatrutemu podaje się azotyn izoamylu lub azotyn sodu, w celu wywołania methemoglobinemii i przywrócenia możliwości transportu tlenu do komórek.